# Intergalactic: The Heretic Prophet
Intergalactic: The Heretic Prophet — компьютерная игра, разрабатываемая Naughty Dog и издаваемая Sony Interactive Entertainment. Действие игры разворачивается в далёком будущем. Главная героиня, охотница за головами Джордан А. Мун, застревает на далёкой планете. Разработка игры началась в 2020 году после выпуска The Last of Us Part II под руководством Нила Дракманна, Мэтью Гэлланта и Курта Маргенау; Нил Дракманн также отвечает за сценарий проекта. Композиторами выступили Трент Резнор и Аттикус Росс.

## Сеттинг
Intergalactic: The Heretic Prophet — научно-фантастическая компьютерная игра, разврачивающаяся в далёком будущем в альтернативной вселенной, в которой человечество достигло эпохи космических перелётов в 1986 году. В основе сюжета находится вымышленная религия, а главной героиней является охотница за головами Джордан А. Мун. Во время охоты на членов преступного синдиката «Пять асов», Джордан застревает на далёкой планете Семпирия. Связь с этой планетой была потеряна более 600 лет назад, и с тех пор ни один корабль не покидал её орбиты. В поисках спасения, Джордан сражается с враждебными роботами, вооружёнными клинками.
В первом трейлере Джордан слушает музыку 1980-х годов на CD-плеере Sony, смотрит аниме, летает на космическом корабле под брендом Porsche и носит кроссовки Adidas.

## Разработка
Intergalactic: The Heretic Prophet разрабатывается студией Naughty Dog для PlayStation 5. Разработка началась в 2020 году, после выпуска The Last of Us Part II; в проекте приняло участие более 250 сотрудников Naughty Dog. Разработку возглавляют Нил Дракманн, Мэтью Гэллант и Курт Маргенау; Дракманн также выступает в роли сценариста проекта. За саундтрек отвечают Трент Резнор и Аттикус Росс.
В июне 2022 года на Summer Game Fest Дракманн заявил, что работает над новой игрой. По его словам, студия организовала сценарную комнату, поскольку новая игра по сравнению с предыдущими проектами студии «будет скорее построена как телесериал». Sony Interactive Entertainment зарегистрировала торговую марку для проекта в феврале 2024 года, а официальный анонс игры прошёл в рамках the Game Awards 12 декабря 2024 года. Тогда же был показан первый трейлер, в котором использовалась песня «It’s a Sin» группы Pet Shop Boys.
Это первая игра Naughty Dog за более чем 10 лет, действие которой разворачивается в новой франшизе (предыдущей была The Last of Us 2013 года). Разработчики вдохновлялись аниме «Акира» (1988) и «Ковбой Бибоп» (1998). На роль главной героини была отобрана Тати Габриэль, которая сильно впечатлила Дракманна во время кастинга — Нил сравнивал его с отбором Эшли Джонсон на роль Элли из франшизы The Last of Us. Габриэль ранее снималась в фильме «Анчартед: На картах не значится» (2022) и во втором сезоне сериала «Одни из нас» (2025) — обе работы основаны на франшизах Naughty Dog.
Роль Колина Грейвса, члена «Пятерых асов», играет Кумэйл Нанджиани, а роль Эй Джи, агента Джордан — Хэлли Гросс. Также было объявлено об участии Троя Бейкера и Тони Далтона.